# Sludge metal
Sludge metal (đôi khi được gọi ngắn là "sludge") là một thể loại âm nhạc kết hợp các yếu tố của doom metal và hardcore punk, đôi khi cả Southern rock. Sludge metal thường thô ráp và mãnh liệt, giọng thường hét hoặc gào, nhạc cụ bị biến âm và nhịp độ thay đổi đột ngột. Dù phong cách này được hoàn chỉnh bởi Melvins từ Washington, nhiều nghệ sĩ tiên phong đầu tiên xuất phát từ New Orleans.

## Đặc điểm
Sludge metal thường kết hợp nhịp độ chậm, bầu không khí đen tối, bi quan của doom metal với sự mạnh mẽ, giọng kiểu hét và đôi khi cả nhịp độ nhanh của hardcore punk. The New York Times viết, "Thuật ngữ tốc ký cho loại nhạc xuất phát từ Black Sabbath thời kỳ đầu và Black Flag thời kỳ sau là sludge, vì nó thật chậm và dày đặc." Nhiều nhóm sludge sáng tác những bài nhạc chậm với những đoạn hardcore ngắn (ví dụ như "Depress" và "My Name Is God" của Eyehategod). Mike Williams, thành viên Eyehategod, cho rằng "tên sludge có lẽ là do sự chậm chạp, dơ dáy, bẫn thỉu và cảm giác chung mà âm nhạc truyền tải". Tuy nhiên, nhiều ban nhạc cũng đặt nặng về tốc độ. Các nhạc cụ dây (guitar điện và guitar bass) được chỉnh downtune, biến âm và thường được chơi với một lượng lớn hồi âm để tạo nên âm thanh dày và thô. Thêm vào đó, thường thiếu vắng guitar solo. Trống thường được đánh theo kiểu doom metal bình thường. Tay trống có thể dùng D-beat hoặc double-kick trong các đoạn nhanh. Giọng thường hét hoặc gào, và lời thường có bản chất bi quan. Đau khổ, lạm dụng ma túy, chính trị và giận dữ là những chủ đề thường thấy.